# 観音寺市立伊吹小学校・伊吹中学校
観音寺市立伊吹小学校・伊吹中学校（かんおんじしりつ いぶきしょうがっこう・いぶきちゅうがっこう）は、香川県観音寺市伊吹町（伊吹島）にある公立（市立）の小学校・中学校。

## 歴史

### 伊吹小学校（1892年～2010年）

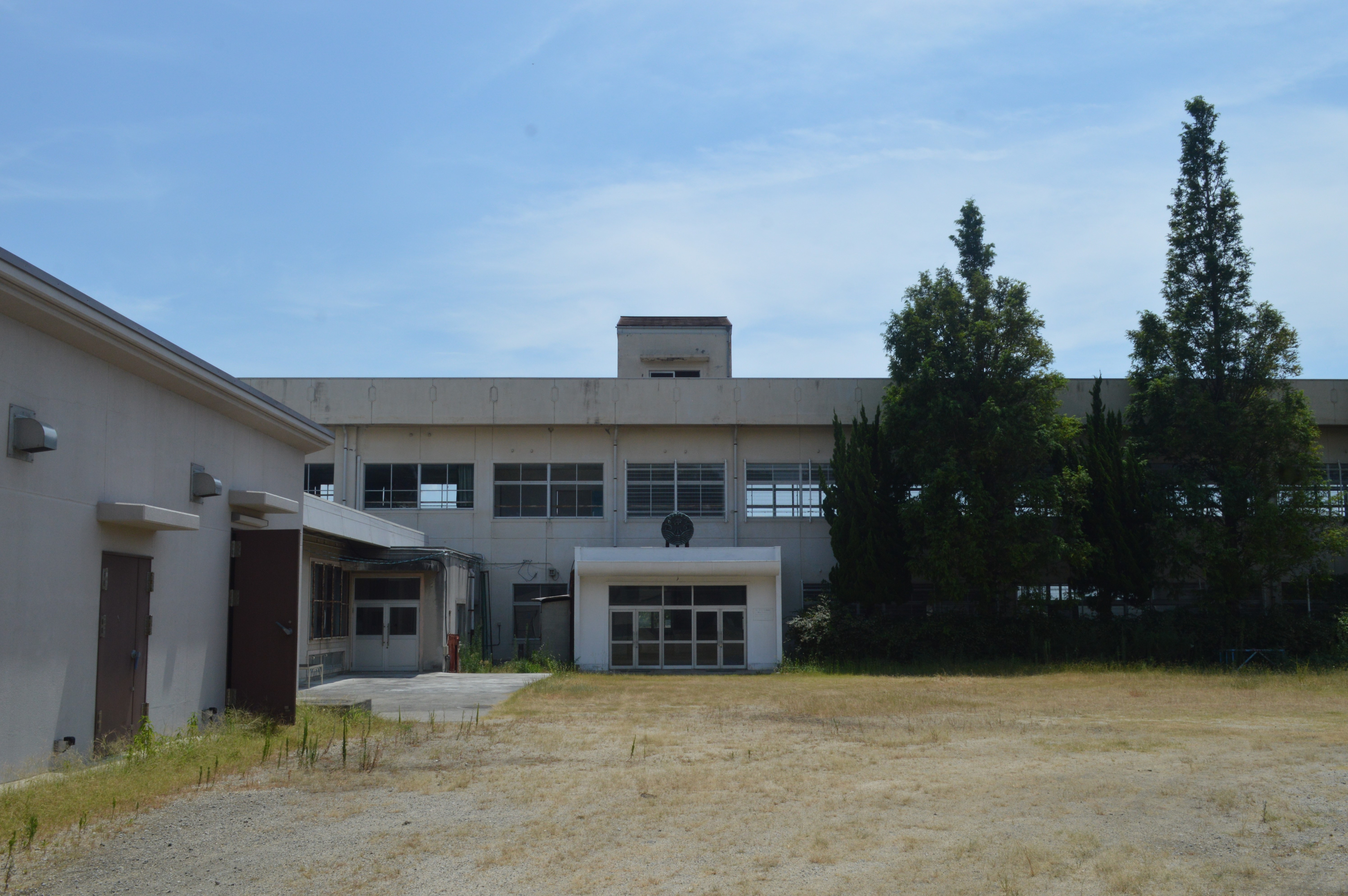
伊吹小学校の旧校地

1892年（明治25年）11月、三豊郡伊吹小学校が創立した。1907年（明治40年）には水産補習学校を付設し、1912年（明治45年）には幼稚園を付設している。1922年（大正11年）には高等科を併置し、1926年（大正15年）には青年学校を付設している。
太平洋戦争中の1941年（昭和16年）には観音寺第二国民学校に改称し、戦後の1947年（昭和22年）には三豊郡伊吹小学校に改称した。1949年（昭和24年）には伊吹村立伊吹小学校に改称し、1956年（昭和31年）には伊吹村が観音寺市に編入されたことで観音寺市立伊吹小学校に改称した。児童数のピークは1959年（昭和34年）であり、16学級計683人を有していた。
1971年（昭和46年）には体育館が竣工した。1973年（昭和48年）には児童数が189人となって200人を下回った。1975年（昭和50年）9月には完全給食を開始した。1983年（昭和58年）4月1日時点の伊吹小学校の児童数は128人だった。

### 伊吹中学校（1947年～2010年）
1947年（昭和22年）には三豊郡伊吹小学校に併設して三豊郡伊吹中学校が開校した。1952年（昭和27年）には新校地に移転した。
生徒数のピークは1962年（昭和37年）であり、336人を有していた。1975年（昭和50年）には生徒数が99人となって100人を下回った。1978年（昭和53年）には伊瀬芳吉文庫を創設し、1980年（昭和55年）には伊瀬芳吉の寄贈によるふるさと時計台を設置した。1983年（昭和58年）4月1日時点の伊吹中学校の生徒数は79人だった。

### 伊吹小学校・中学校（2010年～）
2010年（平成22年）4月、伊吹小学校が伊吹中学校の校舎に移転し、小中併設校となった。

## 児童数・生徒数
2018年（平成30年）5月1日時点の児童数・生徒数は以下の通り。
伊吹小学校
- 全校児童 : 8人（通常学級 3クラス、特別支援学級 1クラス）
  - 1年生1人、2年生1人、3年生1人、4年生3人、5年生0人、6年生2人
- 教職員数
  - 本務教員6人、本務職員1人

伊吹中学校
- 全校生徒 : 6人（通常学級 3クラス）
  - 1年生1人、2年生4人、3年生1人
- 教職員数
  - 本務教員5人、本務職員2人

## 通学区域
- 伊吹小学校 : 観音寺市伊吹町[8]
- 伊吹中学校 : 観音寺市伊吹町[9]